# 印度鉤頭魚
鉤頭魚（學名：Kurtus indicus）為鉤頭魚科鉤頭魚屬的其中一種，分布於亞洲中國、印度、印尼、泰國、緬甸淡水、半鹹水水域，體長可達12公分，棲息在沿岸的河口、紅樹林、沼澤，屬肉食性，雄魚頭部具有鉤狀突起，會將卵置入其中，可做為食用魚。